# Megera
Megera (in greco antico: Μέγαιρα?, Mégaira) è un personaggio della mitologia greca ed era una delle Erinni o Furie insieme ad Aletto e Tisifone.

## Mitologia
Megera era preposta all'invidia e alla gelosia e induceva a commettere delitti, come l'infedeltà matrimoniale.
scuote la chioma serpentina, e i fischi

mesce a le trombe e fa più acuto il suono»
(Stazio, Tebaide 509-511)
le sue sorelle orribilmente allegre

ir preparando i mantici e le incudi»
(Monti, Il Prometeo II 149-151)
L'asteroide scoperto nel 1901 464 Megaira è stato battezzato in suo onore.
Oggi il termine, per antonomasia, è rimasto nell'uso popolare per indicare una donna anziana dall'aspetto brutto e perfido, talora sinonimo di strega.